# Erebia nocturna
Erebia nocturna är en fjärilsart som beskrevs av Karl Schawerda 1924. Erebia nocturna ingår i släktet Erebia och familjen praktfjärilar. Inga underarter finns listade i Catalogue of Life.